# Vaunthompsonia laevifrons
Vaunthompsonia laevifrons är en kräftdjursart som beskrevs av Gamo 1987. Vaunthompsonia laevifrons ingår i släktet Vaunthompsonia och familjen Bodotriidae. Inga underarter finns listade i Catalogue of Life.